# Pete Heller
Pour les articles homonymes, voir Heller.
Pete Heller est un producteur anglais de musique électronique.

## Biographie
Originaire de Brighton, il a travaillé en solo ou fréquemment en collaboration avec Terry Farley sous les noms Heller & Farley Project, Farley & Heller, Look & Feel ou encore Fire Island. En 1996, ils sortent Ultra Flava qui connaît un succès notable. Sous son nom, il a sorti Big Love qui a atteint la première place du hit-parade du Hot Dance Club Songs. L'un de ses remixes les plus connus est celui de Star Guitar des Chemical Brothers en 2002.
En 2004, Heller a lancé son propre label, Phela Recordings.